# Mike Dunleavy (1980)
Michael Joseph Dunleavy jr., detto Mike (Fort Worth, 15 settembre 1980), è un dirigente sportivo ed ex cestista statunitense, attuale general manager dei Golden State Warriors.
È il figlio maggiore dell'allenatore Mike Dunleavy.

## Carriera

### College
Mike giocò nella Duke University dal 1999 al 2002. Nel primo anno fu inserito nella prima squadra NABC All-American grazie ai 17,3 punti e ai 7,2 rimbalzi a partita, mentre nel secondo anno giocò nel campionato nazionale della Duke University e nella partita che assegnava il titolo mise a segno 21 punti. L'allenatore di Duke Mike Krzyzewski definì Dunleavy il giocatore più versatile che l'università abbia mai avuto dopo Grant Hill.

### NBA

#### Golden State Warriors (2002-2007)
Dunleavy fu scelto dai Golden State Warriors nel draft NBA 2002 come terza scelta. Dopo una stagione da rookie deludente, le sue statistiche migliorarono le 2 stagioni successive (ovvero la 2003-2004 e 2004-2005), visto che nella stagione 2005-2006 perse il posto da titolare. Nella stagione 2006-2007, complice anche un rapporto non molto roseo con il neo allenatore dei Warriors Don Nelson, in Gennaio venne ceduto.

#### Indiana Pacers (2007-2011)
Il 18 Gennaio 2007 fu coinvolto in un maxi-scambio di giocatori: Dunleavy, Troy Murphy, Ike Diogu e Keith McLeod andarono agli Indiana Pacers, mentre come contropartite si trasferirono agli Warriors Šarūnas Jasikevičius, Al Harrington, Josh Powell e Stephen Jackson.
La stagione 2007-08 è sicuramente la migliore disputata in NBA da Mike; infatti migliora in tutte le statistiche, dai punti (19,1 a partita) agli assist, disputando inoltre tutte le partite della regular season.
Nella stagione 2008-09 si è infortunato e ha disputato soltanto 18 partite, con una media di 15,1 punti e di 3,8 rimbalzi.
All'inizio della stagione 2009-10 è ancora infortunato; ritorna in campo il 28 novembre 2009 contro i Dallas Mavericks, ma pur riuscendo a giocare un buon numero di partite non trova la continuità fisica per rendere al meglio.

#### Milwaukee Bucks (2011-2013)
L'11 Dicembre 2011 cambia squadra firmando un contratto biennale a 7,5 milioni di dollari coi Milwaukee Bucks, ripercorrendo così le orme del padre che concluse la propria carriera con i Bucks nel 1990, oltre ad averci giocato dal 1983 al 1985 e dopo esserne stato prima vice-allenatore dal 1987 al 1990 e capo-allenatore dal 1992 al 1996. Tuttavia il 10 Gennaio 2012 subì un infortunio che lo tenne per 4 settimane. In totale durante la stagione 55 partite, di cui solo 3 da titolare, tenendo di media 12,3 punti, 3,7 rimbalzi e 2,1 assist in 26,3 minuti a partita.
Nella stagione successiva giocò invece 75 partite, anche in questo caso solo 3 da titolare, tenendo di media 10,5 punti, 3,9 rimbalzi e 1,9 assist in 25,9 minuti a partita.

#### Chicago Bulls (2013-2016)
Nell'estate 2013 cambia di nuovo maglia firmando un contratto della durata di 2 anni con i Chicago Bulls.
Il 25 aprile 2014, durante la gara-3 di playoffs contro gli Washington Wizards, segnò 35 punti (career-high), totalizzando anche il record di franchigia di tiri da tre segnati segnandone 8.
Alla fine del contratto Dunleavy, nonostante si parli di un suo ritorno ai Bucks e di un ritorno a Chicago di Marco Belinelli, firmò un'estensione per altri 3 anni a 14,4 milioni di dollari.

#### Cleveland Cavaliers (2016-2017)
Nell'estate 2016, l'8 luglio, i Bulls cedettero Dunleavy ai Cleveland Cavaliers per liberare spazio salariale per mettere sotto contratto Dwyane Wade. Tuttavia, dopo aver giocato 23 partite con i Cavs, il 6 gennaio 2017 viene ceduto.

#### Atlanta Hawks (2017)
Il 6 gennaio 2017 i Cleveland Cavaliers cedettero Dunleavy agli Atlanta Hawks in cambio di Kyle Korver. Agli Hawks andarono anche Mo Williams (ritirato ma sotto contratto con i Cavs), una somma di denaro e una prima scelta protetta al Draft 2019. Tuttavia il passaggio divenne ufficiale solamente pochi giorni più tardi in quanto Dunleavy non si presentò subito alle visite mediche con gli Hawks e i falchi pensarono di rescindere la trade (così Korver avrebbe fatto ritorno ad Atlanta) o di tagliare Dunleavy che avrebbe voluto giocare in una contender. Ma alla fine Dunleavy fu convinto a firmare con gli Hawks dal loro coach, ovvero Mike Budenholzer. Dunleavy debuttò con gli Hawks nella gara persa in casa per 103-101 il 14 Gennaio 2017 contro i Boston Celtics. Due giorni dopo nella gara vinta per 111-98 in casa contro i Milwaukee Bucks segnò 20 punti in 22 minuti partendo dalla panchina. Alla fine della stagione, lui disputò in tutto 30 partite in RS con i falchi e 6 nei play-off (in cui gli Hawks uscirono al primo turno perdendo per 4-2 la serie contro gli Washington Wizards).
Il 1º luglio 2017 venne tagliato dagli Hawks.

## Statistiche

### College
| Anno      | Squadra          | PG  | PT | MP   | TC%  | 3P%  | TL%  | RP  | AP  | PRP | SP  | PP   |
| --------- | ---------------- | --- | -- | ---- | ---- | ---- | ---- | --- | --- | --- | --- | ---- |
| 1999-2000 | Duke Blue Devils | 30  | 2  | 24,1 | 46,0 | 35,1 | 73,8 | 4,3 | 1,7 | 1,1 | 0,5 | 9,1  |
| 2000-2001 | Duke Blue Devils | 39  | 39 | 29,2 | 47,4 | 37,3 | 69,4 | 5,7 | 2,6 | 1,4 | 0,4 | 12,6 |
| 2001-2002 | Duke Blue Devils | 35  | 35 | 32,4 | 48,3 | 37,8 | 68,1 | 7,2 | 2,1 | 2,3 | 0,7 | 17,3 |
| Carriera  | Carriera         | 104 | 76 | 28,8 | 47,5 | 37,1 | 69,8 | 5,8 | 2,2 | 1,6 | 0,5 | 13,2 |

### NBA

#### Regular Season
| Anno      | Squadra             | PG  | PT  | MP   | TC%  | 3P%  | TL%  | RP  | AP  | PRP | SP  | PP   |
| --------- | ------------------- | --- | --- | ---- | ---- | ---- | ---- | --- | --- | --- | --- | ---- |
| 2002-2003 | G.S. Warriors       | 82  | 3   | 15,9 | 40,3 | 34,7 | 78,0 | 2,6 | 1,3 | 0,6 | 0,2 | 5,7  |
| 2003-2004 | G.S. Warriors       | 75  | 69  | 31,1 | 44,9 | 37,0 | 74,1 | 5,9 | 2,9 | 0,9 | 0,2 | 11,7 |
| 2004-2005 | G.S. Warriors       | 79  | 79  | 32,5 | 45,1 | 38,8 | 77,9 | 5,5 | 2,6 | 1,0 | 0,3 | 13,4 |
| 2005-2006 | G.S. Warriors       | 81  | 68  | 31,8 | 40,6 | 28,5 | 77,8 | 4,9 | 2,9 | 0,7 | 0,4 | 11,5 |
| 2006-2007 | G.S. Warriors       | 39  | 6   | 26,9 | 44,9 | 34,6 | 77,2 | 4,8 | 3,0 | 1,0 | 0,3 | 11,4 |
| 2006-2007 | Indiana Pacers      | 43  | 43  | 35,6 | 45,4 | 28,3 | 79,2 | 5,7 | 2,6 | 1,1 | 0,2 | 14,0 |
| 2007-2008 | Indiana Pacers      | 82  | 82  | 36,0 | 47,6 | 42,4 | 83,4 | 5,2 | 3,5 | 1,0 | 0,4 | 19,1 |
| 2008-2009 | Indiana Pacers      | 18  | 14  | 27,5 | 40,1 | 35,6 | 81,5 | 3,8 | 2,4 | 0,7 | 0,5 | 15,1 |
| 2009-2010 | Indiana Pacers      | 67  | 15  | 22,2 | 41,0 | 31,8 | 84,2 | 3,5 | 1,5 | 0,6 | 0,2 | 9,9  |
| 2010-2011 | Indiana Pacers      | 61  | 44  | 27,6 | 46,2 | 40,2 | 80,0 | 4,5 | 1,7 | 0,7 | 0,5 | 11,2 |
| 2011-2012 | Milwaukee Bucks     | 55  | 3   | 26,3 | 47,4 | 39,9 | 81,1 | 3,7 | 2,1 | 0,5 | 0,1 | 12,3 |
| 2012-2013 | Milwaukee Bucks     | 75  | 3   | 25,9 | 44,2 | 42,8 | 82,0 | 3,9 | 1,9 | 0,5 | 0,5 | 10,5 |
| 2013-2014 | Chicago Bulls       | 82  | 61  | 31,5 | 43,0 | 38,0 | 85,4 | 4,2 | 2,3 | 0,8 | 0,6 | 11,3 |
| 2014-2015 | Chicago Bulls       | 63  | 63  | 29,2 | 43,5 | 40,7 | 80,5 | 3,9 | 1,8 | 0,6 | 0,3 | 9,4  |
| 2015-2016 | Chicago Bulls       | 31  | 30  | 22,7 | 41,0 | 39,4 | 78,4 | 2,7 | 1,3 | 0,5 | 0,3 | 7,2  |
| 2016-2017 | Cleveland Cavaliers | 23  | 2   | 15,9 | 40,0 | 35,1 | 73,7 | 2,0 | 0,9 | 0,3 | 0,1 | 4,6  |
| 2016-2017 | Atlanta Hawks       | 30  | 0   | 15,8 | 43,8 | 42,9 | 84,6 | 2,3 | 1,0 | 0,3 | 0,2 | 5,6  |
| Carriera  | Carriera            | 986 | 585 | 27,7 | 44,1 | 37,7 | 80,3 | 4,3 | 2,2 | 0,7 | 0,3 | 11,2 |

#### Playoffs
| Anno     | Squadra         | PG | PT | MP   | TC%  | 3P%  | TL%  | RP  | AP  | PRP | SP  | PP   |
| -------- | --------------- | -- | -- | ---- | ---- | ---- | ---- | --- | --- | --- | --- | ---- |
| 2011     | Indiana Pacers  | 5  | 0  | 14,4 | 35,0 | 30,0 | 66,7 | 1,2 | 1,6 | 0,8 | 0,0 | 5,0  |
| 2013     | Milwaukee Bucks | 4  | 0  | 22,8 | 56,7 | 43,8 | 88,9 | 4,0 | 2,0 | 0,5 | 0,0 | 12,3 |
| 2014     | Chicago Bulls   | 5  | 5  | 32,6 | 47,2 | 46,2 | 66,7 | 3,6 | 2,4 | 0,6 | 0,2 | 13,2 |
| 2015     | Chicago Bulls   | 12 | 12 | 32,4 | 48,9 | 48,2 | 94,7 | 4,0 | 2,6 | 0,8 | 0,4 | 10,9 |
| 2017     | Atlanta Hawks   | 6  | 0  | 8,8  | 42,9 | 40,0 | 100  | 0,8 | 0,3 | 0,2 | 0,0 | 2,0  |
| Carriera | Carriera        | 32 | 17 | 24,0 | 48,0 | 45,1 | 84,0 | 2,9 | 1,9 | 0,6 | 0,2 | 8,8  |

## Palmarès
- McDonald's All-American Game (1999)
- Campione NCAA (2001)
- NCAA AP All-America Second Team (2002)